# ムギタロー
ムギタロー（1994年 - ）は、日本の男性Youtuber、社会基盤学や粉粒体力学を専門とする研究者、経済評論家、シンガーソングライター、ポエトリーラッパー。

## 人物
福島県出身。
福島県立福島高等学校出身、東京大学工学部卒、東京大学大学院工学系研究科博士前期課程・後期課程修了。
2016年頃、不可思議/wonderboyの曲を聴いて感銘を受け、ポエトリーラッパーとして活動を始める。
2018年、R-1を目指してお笑い芸人養成所に通学。
2019年、Low High Who?に所属し、「火の鳥-不可思議wonderboy」のリミックス版MVに出演。
2019年8月、1stアルバム「はじまりは小さな一歩から」を発売。
2020年4月には新型コロナウイルスのリスクについて解説した動画SNSで話題を呼んだ。
2022年、日本を100人の島に例えて経済学を解説する初の著書「東大生が日本を100人の島に例えたら 面白いほど経済が分かった!」をサンクチュアリ・パブリッシングから出版。同書の中でシステムの穴を利用して利益を得る人を「グリッチマン(Glitch man)」と命名したうえで、グリッチマン本人には悪気が無いことも多いため、国家のシステムの穴を修正し続けることが重要と述べている。
歌ってみた動画の投稿で中国で知名度を獲得しており、2023年1月現在、中国のビリビリ動画で22.5万フォロワーを獲得している。

## ディスコグラフィ

### シングル
- この真っ暗な空の下[14]
- きっと僕らはこのままでいい[15]

### アルバム
- はじまりは小さな一歩から[16]

## 出演

### イベント
- ゲーム実況神(ゴッド)　第54回（ドワンゴ、2016年11月18日 ) ゲーム実況神[17]
- ニコニコ超会議2019（ドワンゴ、2019年4月27日 )　超ゲームエリアステージ[18]
- 人生を変える授業オンライン　（サンクチュアリ出版 2022年9月9日 )　登壇者[19]
- オワコン化する日本で幸せに生きるための大人の経済教室（サンクチュアリ出版 2022年9月9日 )[20]
- 『「国の借金は問題ない」って本当ですか？』刊行記念森永康平さんトークイベント (株式会社ブックファースト 2022年9月13日）[21]

### テレビ出演
- 天才ちゃんの言う通り　2021年　フジテレビ[22]

## 出版
- 東大生が日本を100人の島に例えたら 面白いほど経済がわかった!(サンクチュアリ出版)[23] ISBN 9784801400993